# Jan Anthonie Bruijn
Jan Anthonie Bruijn (ur. 7 lutego 1958 w Hadze) – holenderski polityk, lekarz i nauczyciel akademicki, od 2019 przewodniczący Eerste Kamer.

## Życiorys
Ukończył szkołę średnią w Wassenaarze. Studiował medycynę na Uniwersytecie Johnsa Hopkinsa oraz na Uniwersytecie Erazma w Rotterdamie. Doktoryzował się w 1988 na Uniwersytecie w Lejdzie. Specjalizował się w dziedzinie patologii, w pracy zawodowej zajął się głównie chorobami nerek. Zawodowo związany z Lejdą. Podjął pracę jako patolog w szpitalu uniwersyteckim (Leids Universitair Medisch Centrum). Został też nauczycielem akademickim na Uniwersytecie w Lejdzie, doszedł do stanowiska profesora immunopatologii.
Działacz Partii Ludowej na rzecz Wolności i Demokracji. Obejmował różne funkcje w jej strukturach, był m.in. przewodniczącym komisji VVD opracowujących programy wyborcze partii. W 2012 wszedł w skład Eerste Kamer (ponowny wybór w 2015, 2019 i 2023). W lipcu 2019 i czerwcu 2023 wybierany na przewodniczącego tej izby.